# 曹都 (1922年)
曹都（1922年10月29日—2011年12月12日），又名曹都毕力格，笔名达尔玛僧格，男，蒙古族，内蒙古巴林右旗人，中国翻译家、作家。编辑出版家，中国翻译协会资深翻译家。